# Танков, Анатолий Алексеевич
Анато́лий Алексе́евич Танко́в (11 июня (29 июня) 1856, Курск — 1930, Курск) — русский педагог, краевед, историк, журналист, редактор, общественный деятель. Исследователь истории Курского края.

## Биография
Сын священника. После окончания с отличием в 1876 году Курской классической гимназии, поступил на историко-филологический факультет Императорского Московского университета. Слушал лекции В. О. Ключевского, Ф. И. Буслаева, С. М. Соловьева. Уже в студенческих курсовых работах Танков пробовал отобразить фрагменты истории родного курского края (исследование на тему «Слово о полку Игореве»). В его аттестате об окончании ИМУ написано: «Танков за предоставленное им сочинение на заданную историко-филологическим факультетом тему „Разбор церковной истории Евсевия Кессарийского“ награжден от университета золотой медалью». За отличные успехи А. Танков был утверждён в степени кандидата наук.
Работал по окончании университета в Костромской женской гимназии, был учителем русской словесности курской Мариинской женской гимназии.
В 1888—1891 и 1905—1907 годах — редактор «Курских губернских ведомостей». В 1902—1907 годах Танков преподавал словесность также и в реальном училище. А в 1906 г. организовал философский кружок и знакомил молодежь, собиравшуюся у него дома, с сочинениями и идеями Н. Г. Чернышевского, Н. А. Добролюбова, Д. И. Писарева, за что был отстранен от преподавания. С 1908 по 1910 год А. А. Танков вынужден был работать в мужской Александровской гимназии г. Короча.
С 1903 года — активный член, и. о. председателя Курской губернской учёной архивной комиссии. Был членом Санкт-Петербургского археологического института.
К 1908 г. А. Танков был признан как авторитетный историк народного образования Курского края.
После Октябрьской революции 1917 года учительствовал в Курске.
В школах ликбеза и воинских частях РККА преподавал литературу. В 1918-19 гг. преподавал в школах II ступени. .
В 18-19 годах - ответственный секретарь редколлегии газеты "Сигнал" (г. Курск, ул.Троцкого, 13).
В 1921 году - лектор на курсах техников, пожарных, артельных старост.
В 1927-м году он отошел от педагогической деятельности
Был женат на сестре вице-президента АН СССР А. А. Байкова.
Похоронен в Курске на Херсонском (Всехсвятском) кладбище. Могила к настоящему времени не сохранилась.

## Творчество и научная деятельность
С 1888 года печатался в местной прессе. Ряд статей напечатал с 1887 по 1901 г. в «Историческом вестнике», «Русском архиве», «Русской старине» и в местных периодических изданиях.
Много работал с архивами, как с центральными российскими, так и с местными. Благодаря архивным поискам из-под пера историка курского края вышли в свет многие работы. Заслуживает внимания исторический очерк «Курский край в начале царствования Петра Великого», написанный на материалах архива Министерства юстиции.

## Избранные публикации
- «Первые курские статистики»,
- «Старинные переселения курских крестьян»,
- «Курские декабристы»,
- «Последнее путешествие Александра I»,
- «Из истории Коренной ярмарки»,
- «К истории взяточничества в Курской губернии»,
- «Крестьянские волнения в Курской губернии в 1662 г.»,
- «Историческая летопись курского дворянства».
- «Исторический очерк Курской Мариинской женской гимназии» к пятидесятилетию оной (1908 год).[2]